# Harry Potter i Insygnia Śmierci: Część I (ścieżka dźwiękowa)
Harry Potter i Insygnia Śmierci: Część I – ścieżka dźwiękowa do filmu o tej samej nazwie, nakręconego na podstawie książki J.K. Rowling.

## Lista utworów
1. „The Oblivation” – 3:02
2. „Snape to Malfoy Manor” – 1:58
3. „Polyjuice Potion / Hedwig's Theme” – 3:32
4. „Sky Battle / Hedwig's Theme” – 3:48
5. „At the Burrow” – 2:35
6. „Harry and Ginny” – 1:43
7. „The Will / Hedwig's Theme” – 3:39
8. „Death Eaters” – 3:14
9. „Dobby” – 3:49
10. „Ministry of Magic” – 1:46
11. „Detonators” – 2:23
12. „The Locket” – 1:52
13. „Fireplaces Escape” – 2:54
14. „Ron Leaves” – 2:35
15. „The Exodus” – 1:37
16. „Godric's Hollow Graveyard” – 3:15
17. „Bathilda Bagshot” – 3:54
18. „Hermione's Parents” – 5:50
19. „Destroying the Locket” – 1:10
20. „Ron's Speech” – 2:16
21. „Lovegood” – 3:27
22. „The Deathly Hallows” – 3:17
23. „Captured and Tortured” – 2:56
24. „Rescuing Hermione” – 1:50
25. „Farewell to Dobby” – 3:43
26. „The Elder Wand” – 1:38